# Museo Regional de Querétaro
El Museo Regional de Querétaro se encuentra ubicado en el centro histórico de la ciudad capital del estado de Querétaro, Santiago de Querétaro, en lo que se conocía como el antiguo Convento Grande de San Francisco. El inmueble es una construcción del siglo XVI, de los años de 1540 y 1550 catalogada como una de las más significativas en la república mexicana, debido a su función religiosa y promoción de la cultura.
Este Patrimonio Cultural de la Humanidad representó un eje en el espacio urbano de la entidad, pues por aproximadamente dos siglos albergó a la Provincia de San Pedro y San Pablo de Michoacán. Posteriormente, a inicios del siglo XVII el convento se amplió y pasó a reconocerse como un conjunto religioso evangelizador, en un contexto virreinal de estructuras económicas, políticas y sociales que caracterizaron a este período.
Entre 1855 y 1922, durante la Guerra de Reforma, en el año de 1879, una parte de su fachada fue alterada, debido a la demolición de diversas capillas, tras haber sido Catedral de la ciudad queretana.
Así, el 4 de diciembre de 1928 bajo la dirección del Gobierno del Estado, se determinó su función como un Museo de Arte Religioso Colonial, acompañado de una Escuela destinada a las artes y los oficios.
Para  1936, con apoyo e iniciativa de Germán Patiño, se llevaron a cabo trabajos con la finalidad de proteger el patrimonio estatal, abriendo sus puertas como Museo Regional y desde 1939 el recinto pasó a ser administrado federalmente, formando parte del Instituto Nacional de Antropología e Historia (INAH)

## Salas de exhibición
El museo cuenta con 6 salas, divididas en 5 temas.

### QuerétaroPrehispánico

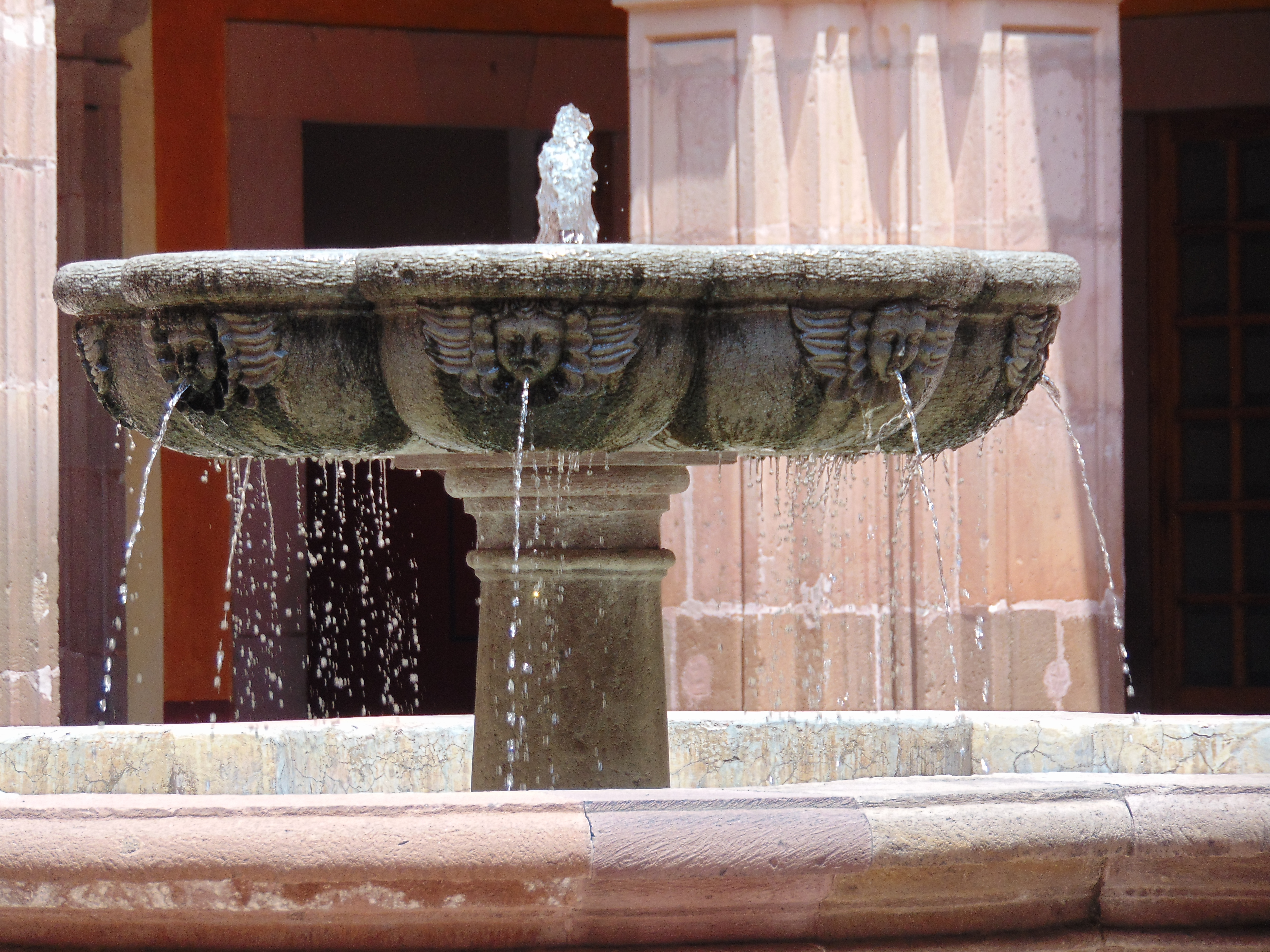
Fuente en el patio del museo

Se enfoca en las culturas que habitaban el estado antes de la conquista, en una zona más amplia conocida como el centro-norte de México: el semidesierto, los valles y la Sierra Gorda. Algunos de los grupos indígenas presentes son los otomíes, pames, tarascos, jonaces y nahuas.

### Los pueblos indios de Querétaro
Presenta los pueblos indígenas que actualmente habitan en el estado de Querétaro. Da cuenta de su vida cotidiana, cosmovisión y tradiciones presentes principalmente en Tolimán, Amealco y la Sierra Gorda.

### Sala de Sitio
Expone la historia del convento desde su construcción, los usos que se le han dado a través del tiempo así como detalles de su arquitectura y su influencia en la ciudad de Querétaro y la región.

### QuerétaroVirreinal
Muestra los cambios sociales, políticos, económicos y religiosos en una de las ciudades que pertenecían al Camino Real de Tierra adentro. Asimismo, se expone la mezcla racial que se dio en la región desde la conquista hasta la época actual.

### Querétaro en la Historia Mexicana
Se proyectan los aspectos que dan paso a la construcción de identidad nacional a través de diversos sucesos históricos. Esta sala trata sobre la importancia del estado de Querétaro en el desarrollo de la historia de México, desde los acontecimientos de la guerra de independencia  hasta llegar a los tratados de paz con Estados Unidos, pasando por el siglo XIX en donde destacan proyectos nación como el liberal y conservador. Posteriormente, se encuentra el periodo del porfiriato hasta el final del segundo imperio y la constitución de 1917, promulgada en la entidad.

## Arquitectura

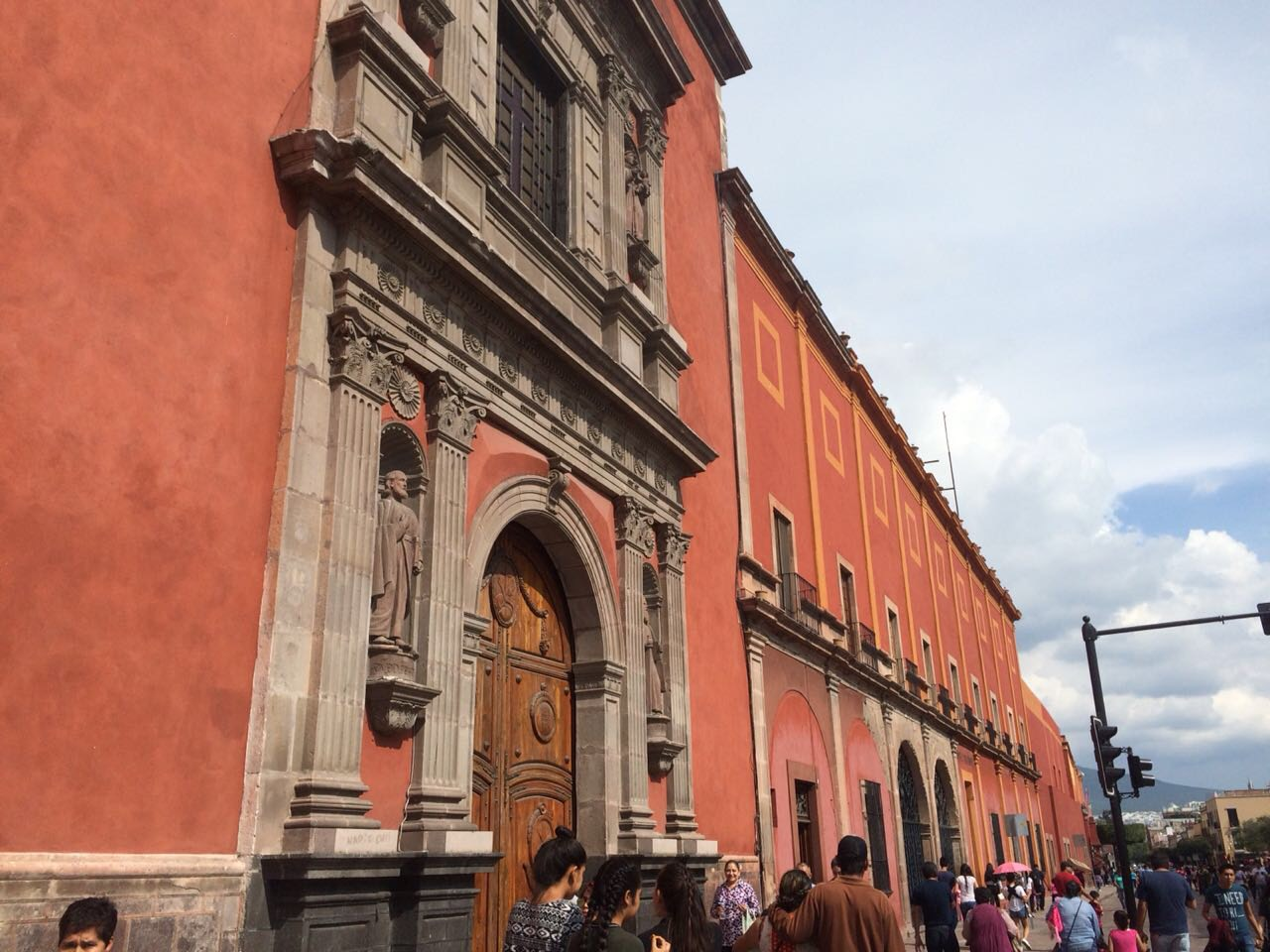
Vista frontal de la fachada del Museo Regional de Querétaro, México.

El museo se encuentra en el claustro del antiguo convento del San Francisco, el templo se ubica a un lado del museo y lo que era antes el atrio ahora es en parte el jardín Benito Zenea.
Antiguamente, en su momento de máximo esplendor se extendió sobre 30 mil metros cuadrados, a partir de los cual se generó el diseño urbano de la ciudad, en la cual se mostraba una traza española hacia el oeste y una indígena hacia el Cerro de Sangremal.
El convento tiene diferentes etapas de construcción, que van desde el siglo XVI hasta el XIX. La porción que corresponde al museo (el claustro) data de 1660 y se considera la obra más importante del arquitecto Sebastián Bayas Delgado.

## Servicios
El museo tiene un Biblioteca Conventual disponible para la consulta de especialistas investigadores. De igual forma, cuenta con dos salas destinadas a las exposiciones de carácter temporal. Adicionalmente, se ofrecen visitas guiadas con previa cita, conferencias y talleres. Cuenta con un auditorio para conciertos y teatro, al igual que una tienda de regalos.